# Leda

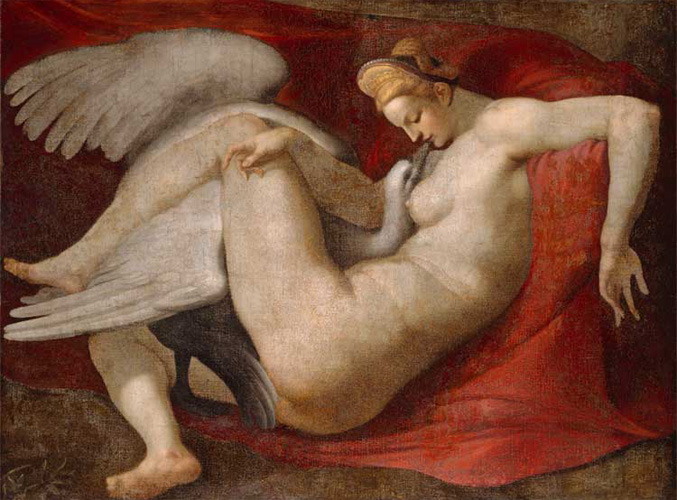
Leda și lebăda
(copie din secolul al XVI-lea după pictura pierdută a lui Michelangelo)

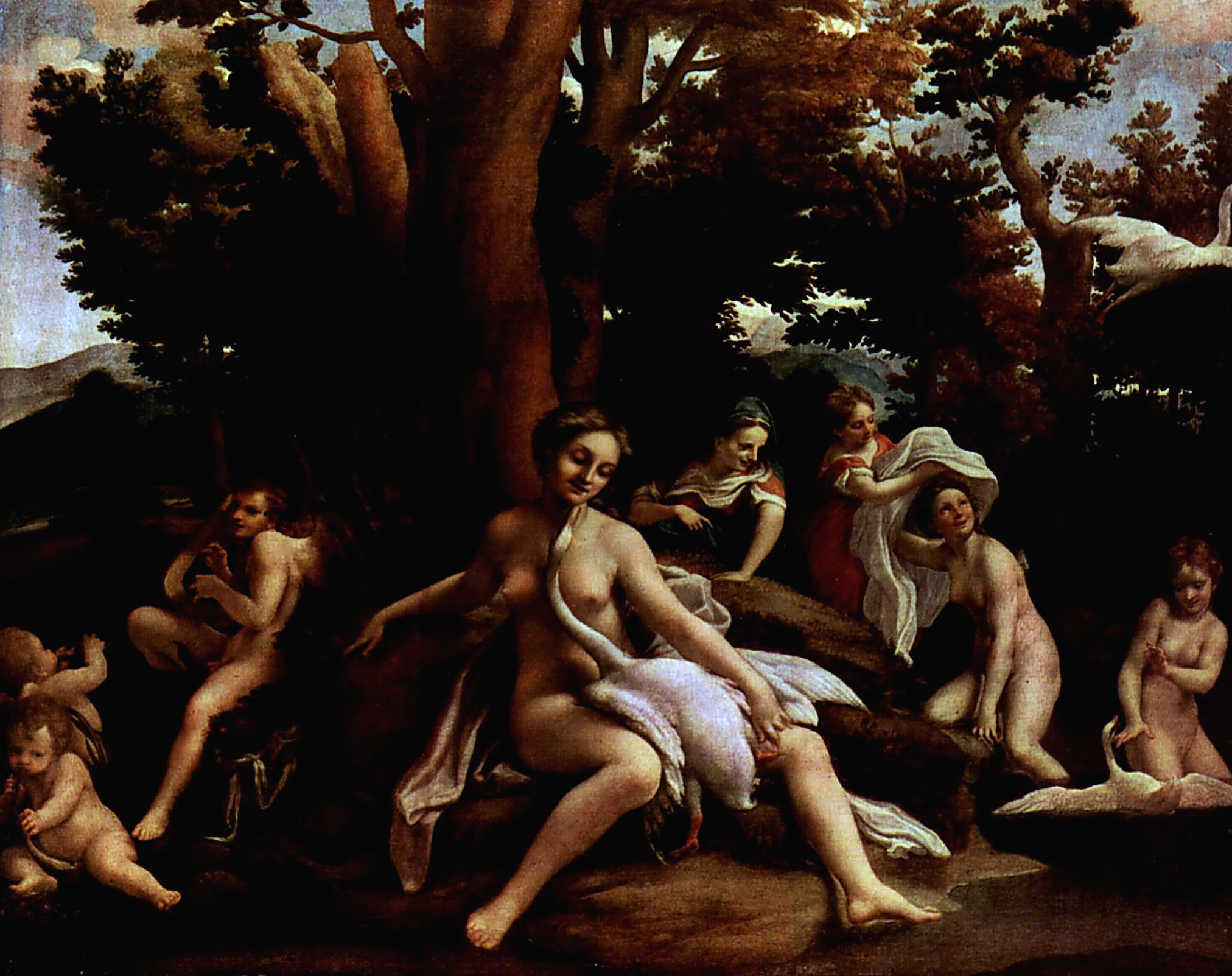
Leda
(tablou de Antonio da Correggio)

În mitologia greacă, Leda a fost fiica regelui Etoliei, Testios, și soția regelui spartan Tyndareos. Surorile ei erau Alteea, mama lui Meleagru, și Hipermestra.
Împreună cu Tyndareos, Leda a avut mai mulți copii: Timandra, care s-a măritat cu Echemos, Clitemnestra, soția lui Agamemnon, Phoebe, Philonoe, Elena și Dioscurii. Dintre aceștia se spune că o parte au fost concepuți cu Zeus, care s-a preschimbat în lebădă pentru a o seduce pe Leda. Una din legendele legate de Leda povestește că în urma unirii cu zeul, ea a făcut două ouă (sau doar unul) din care au ieșit câte doi prunci: Clitemnestra și Pollux, Elena și Castor. Dintre aceștia, doi erau muritori, aparținând lui Tindar, iar doi erau nemuritori, semănând lui Zeus. Cu toate acestea sursele mitologice nu sunt de acord în legătură cu mortalitatea și imortalitatea copiilor Ledei, neștiindu-se sigur care erau și care nu erau nemuritori. Castor și Pollux (sau Dioscurii) sunt uneori sau amândoi muritori sau amândoi nemuritori. O altă variantă este că doar unul din ei este nemuritor, și anume Pollux. În Sparta, în templul fiicelor lui Leucip, exista găoacea unui ou uriaș, despre care se spunea că ar fi fost făcut chiar de Leda.
În legătură cu Elena, se mai spune că de fapt ea ar fi fost fiica lui Zeus și a zeiței Nemesis. Se spune că Zeus se îndrăgostise de această zeiță, însă aceasta vrând să scape s-a preschimbat în gâscă. Zeus o urmărește și se transformă la rândul lui în lebădă. Din uniunea celor doi rezultă un ou pe care îl găsește un păstor și îl ia cu sine. Elena va ieși din ou și datorită frumuseții ei va fi adoptată de Leda.